# Bahnhof Casekow
Der Bahnhof Casekow ist ein Haltepunkt, früher Bahnhof, in der Gemeinde Casekow im Landkreis Uckermark. Er wurde 1857 an der Stettiner Bahn eröffnet. Zwischen 1899 und 1945 zweigte noch die Kleinbahn Casekow–Penkun–Oder ab. Seit 1994 ist er nur noch Haltepunkt.

## Lage
Der Haltepunkt befindet sich am Streckenkilometer 99,6 der Stettiner Bahn, ca. 500 Meter nördlich des Ortskerns von Casekow im Landkreis Uckermark. Er grenzt an die Bahnhofstraße und die Woltersdorfer Straße. Die benachbarten Stationen sind Luckow-Petershagen, etwa vier Kilometer weiter nordöstlich und Schönow fünf Kilometer südwestlich. Die Station liegt im Verkehrsverbund Berlin-Brandenburg, kurz VBB.

## Geschichte
Die Bahnstrecke zwischen Berlin und Stettin ging im Jahre 1843 in Betrieb. Die ersten Zwischenhalte waren Passow und Tantow. Am 12. Oktober 1857 wurde der Bahnhof in Casekow eröffnet. Im Empfangsgebäude wurde auch eine Poststelle eröffnet. Der Ort trug bis dahin den Namen Kasekow, also mit K geschrieben. Über dem Eingang am Bahnhofsgebäude wurde der Ortsname allerdings Casekow mit C geschrieben, was einer sprachlichen Moderichtung damals entsprach. Diese Schreibung hat noch bis heute Gültigkeit. Casekow besaß volle Abfertigungsbefugnisse im Binnen- und internationalen Personen- und Güterverkehr.
Am 8. April 1899 ging eine Kleinbahnstrecke der Spurweite 750 mm in Betrieb. Die insgesamt 42 km lange Strecke verlief von Casekow über Penkun bis an die Oder. Somit wurde Casekow zum Umsteigebahnhof und Knotenpunkt für die ländlichen Regionen in der Uckermark.
Nach dem Zweiten Weltkrieg wurde am 24. Mai 1945 die Kleinbahnstrecke stillgelegt und als Reparationsleistung an die Sowjetunion abgebaut.

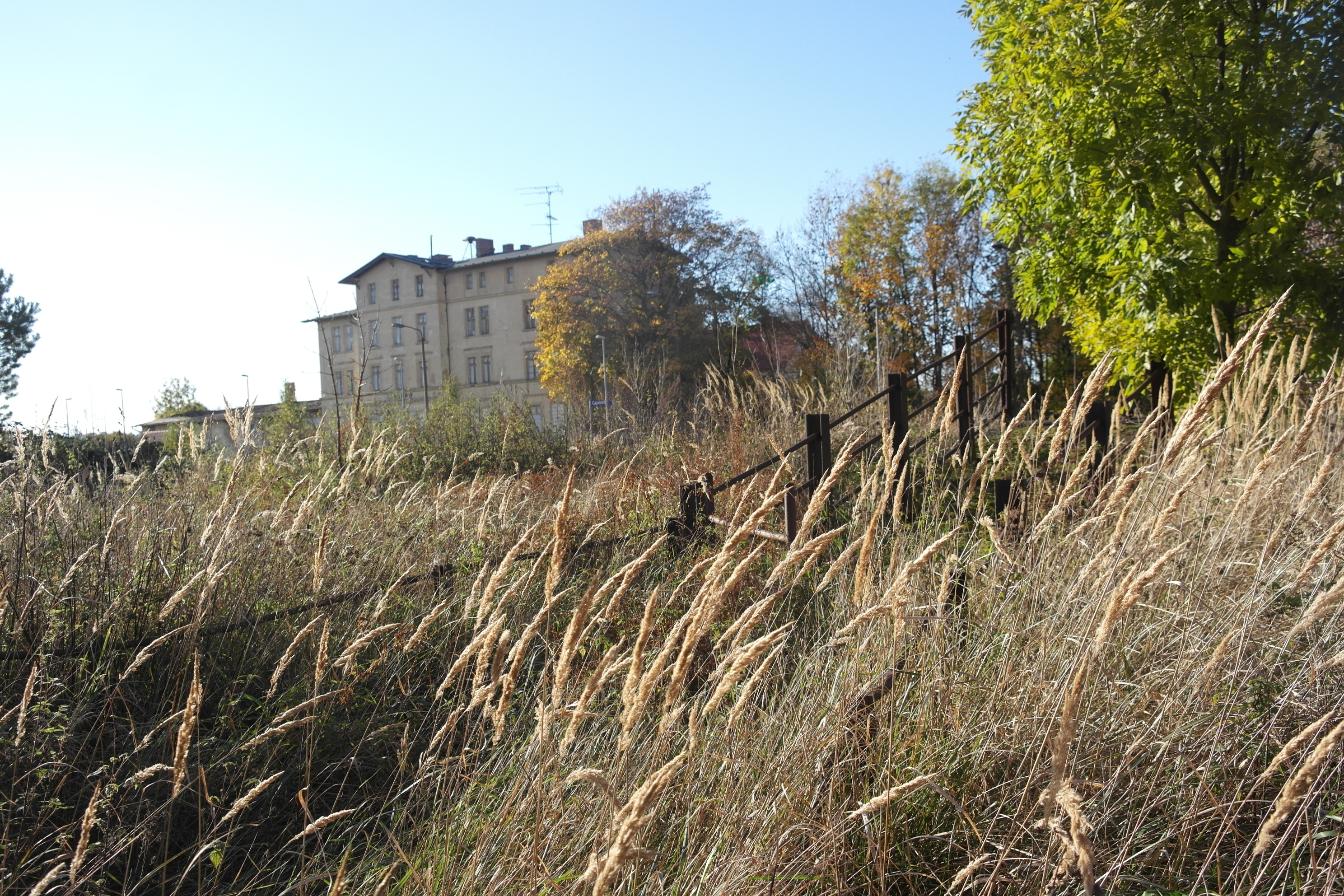
Früherer Güterbahnhofsteil (2013)

In den Jahren 1966/67 war Casekow die Endstation der Schmalspur-Versuchsstrecke Passow–Casekow. Diese wurde als Schmalspurbahn zwischen den Bahnhöfen Passow und Casekow mit der Länge von 10,3 km verlegt, um den Betrieb neuer Züge zu erproben. Der Bahnhof in Casekow besaß als Endpunkt dieser Strecke die technischen Vorrichtungen dafür. Am 21. März 1967 endeten die Testfahrten nach einer Entgleisung. Es ist nicht geklärt, ob das die Ursache für die Einstellung des Testbetriebs war.
Zum 20. Dezember 1994 wurde Casekow in einen Haltepunkt mit Anschlussstelle für den landwirtschaftlichen Betrieb umgewandelt. 1997 stellte man den Güterverkehr endgültig ein. Am 29. Mai 2005 wurde auch der Betrieb an der Anschlussstelle eingestellt.

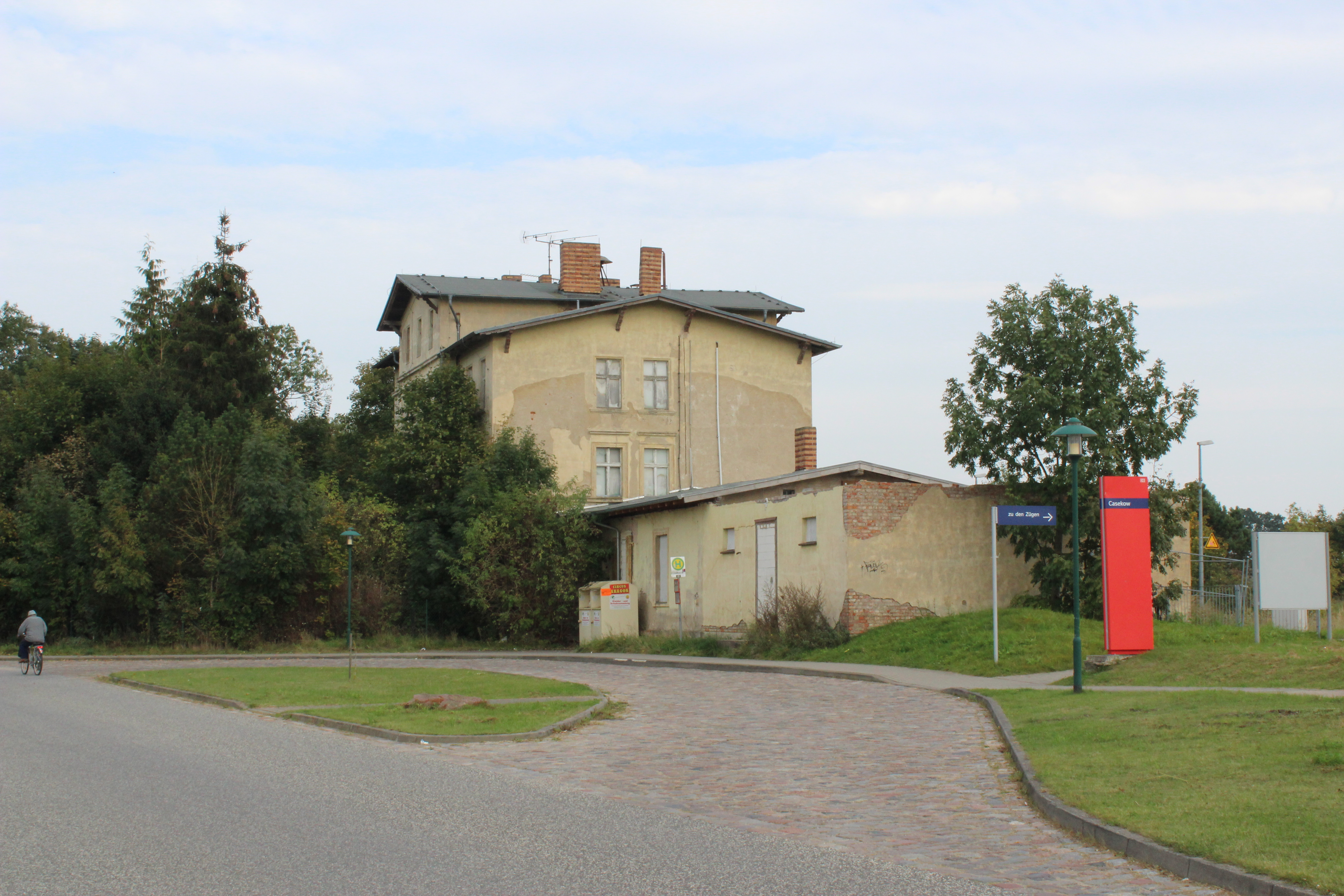
Empfangsgebäude, Straßenseite (2013)

Seit 2013 wird im Brandenburgischen Infrastrukturministerium über unrentable Bahnhöfe und Haltepunkte im Bundesland beraten. Laut einer Analyse der VBBs gibt es in Brandenburg rund 60 Bahnhöfe, an denen täglich weniger als 50 Fahrgäste ein- und aussteigen. Daher wurde mehrfach über eine mögliche Schließung der Stationen spekuliert. Hans-Werner Franz, der Geschäftsführer des VBBs, wies jene Spekulationen zurück. Auf der Liste dieser 60 Bahnhöfe standen auch sämtliche Stationen an der Stettiner Bahn im Landkreis Uckermark. Dazu zählen Schönow, Luckow-Petershagen, Passow und auch Casekow.

## Anlagen

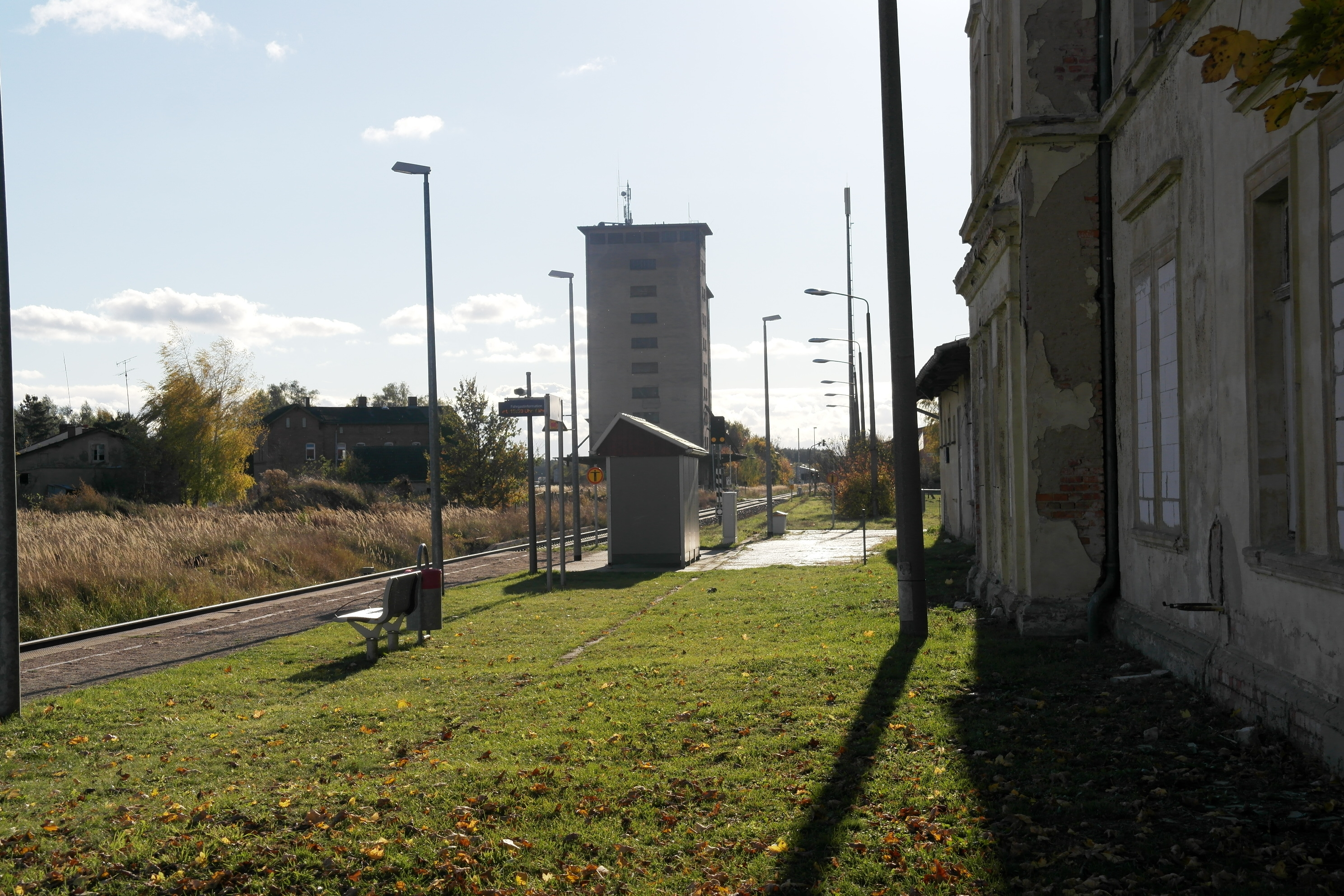
Der heutige Seitenbahnsteig (2013)

Einst verfügte der Bahnhof insgesamt über sechs Gleise. Zwei Hauptgleise, welche rund 220 Meter lang waren, und zwei Neben- und Ladegleise. Dafür waren zwei Stellwerke vorhanden, von denen 15 einfache Weichen und zwei Gleissperren gesteuert wurden. Zudem war Casekow mit sechs Formhauptsignalen mit entsprechenden Vorsignalen ausgestattet.
Neben einem Empfangsgebäude waren noch ein Werkstattgebäude und ein Schuppen vorhanden.
Heute ist der frühere Bahnhof nur noch ein Haltepunkt mit einem Seitenbahnsteig an einem Gleis. Das Empfangsgebäude wird heute nicht mehr genutzt.
Das Empfangsgebäude und zwei Nebengebäude stehen auf der Denkmalliste des Landes Brandenburg. Das Empfangsgebäude ist im Kern auf 1857 datiert, also aus der Zeit der Bahnhofseröffnung. Um 1899/1900 wurde es aufgestockt. Es ist ein massiver und verputzter drei- beziehungsweise dreieinhalbgeschossiger Bau mit Satteldach. Die beiden Nebengebäude stammen ebenfalls aus der Zeit der Bahnhofseröffnung um 1857 und sind ein ein- beziehungsweise ein zweigeschossiger Ziegelbau mit Satteldach. Ein Nebengebäude wurde 2018 abgerissen.

## Anbindung
Der Haltepunkt wird durch die Regionalverkehrslinie RB 66 und einzelne Regionalexpresszüge bedient. Die Züge fahren etwa alle zwei Stunden, ohne festen Takt. Die Regionalbahn verkehrt von Angermünde bis Szczecin Główny, die Regionalexpress-Züge zwischen Berlin Gesundbrunnen und Szczecin Główny verkehren. (Stand 2022)
Zudem bedienen auch noch die Buslinien 459, 467, 471 und 472 der Uckermärkischen Verkehrsgesellschaft den Haltepunkt.

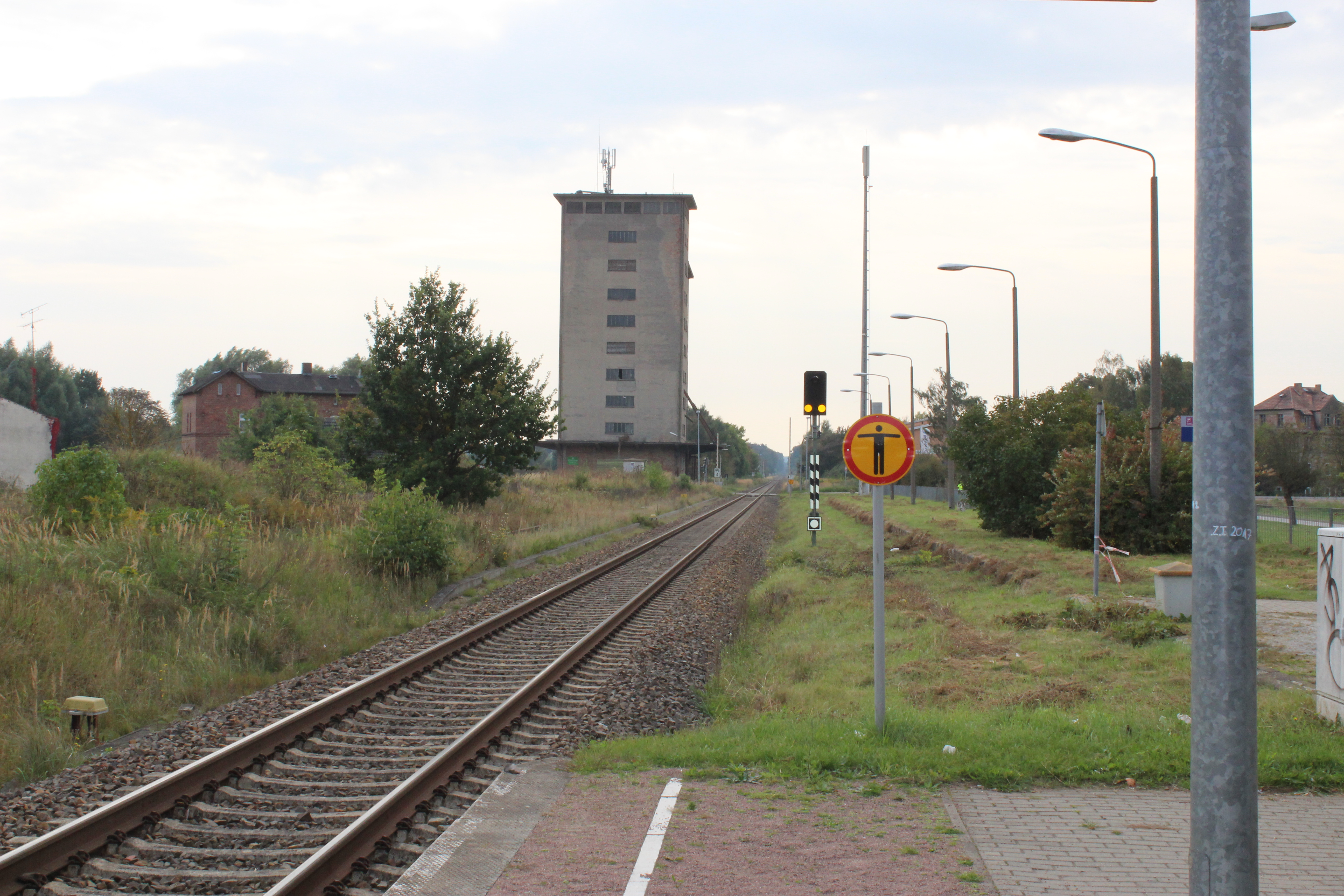
Gleis in Richtung Berlin (2017)